# Pleurotheciopsis sylvestris
Pleurotheciopsis sylvestris är en svampart som beskrevs av R.F. Castañeda & Iturr. 1999. Pleurotheciopsis sylvestris ingår i släktet Pleurotheciopsis, divisionen sporsäcksvampar och riket svampar.   Inga underarter finns listade i Catalogue of Life.